# 최행식
최행식(崔幸植, 1957년 11월 25일 ~ , 전라북도 전주시 조촌동)은 대한민국의 교수이다.

## 학력
- 남성중학교 졸업
- 남성고등학교 졸업
- 원광대학교 법과대학 졸업
- 원광대학교 대학원 법학과 졸업

## 경력
- 원광대학교 법과대학 전임강사 (1993. 3)
- 원광대학교 법과대학 교수 (1993. 3 ~ 2008. 8)
- 원광대학교 법과대학 학장 역임 (2006. 3 ~ 2009. 2)
- 전주지방법원 군산지원 민사 및 가사조정위원 (2000 ~ 2011)
- 익산시 공직자윤리위원회 위원장 (2007. 8 ~ 2010. 8)
- 전라북도 법학교수회 회장 (2010. 3 ~ 2011. 1)
- 지구온난화 비상대책위원장 (2006 ~ 2009)
- 원광대학교 공공정책대학 봉황인재학과 학과장
- 원광대학교 법학전문대학원 교수 (2008. 9 ~ 현재)
- 한국법학회 수석부회장
- 한국민족문화연구원 원장
- 한국의료법학회 편집위원장
- 한국민사법학회 이사, 한국가족법학회 이사
- 만인동참 보은장학회 회장, 만인동참 봉황장학회 회장
- 전라북도 소청심사위원회 위원
- 2013.04 ~ 2014.06 익산시민연합 공동대표
- 2015.01 한국법학회 회장
- 2015.03 ~ 마한백제 문화유적 복원추진단 단장
- 2015.03 ~ 익산시 체육회 부회장
- 2016 전라북도 익산시장 후보

## 역대 선거 결과
| 선거명          | 직책명            | 대수            | 정당     | 득표율 | 득표수   | 결과 | 당락 |
| --------------- | ----------------- | --------------- | -------- | ------ | -------- | ---- | ---- |
| 4·13 재보궐선거 | 전라북도 익산시장 | 39대 (민선 6기) | 새누리당 | 8.50%  | 12,306표 | 3위  | 낙선 |

## 참고 자료
- 최행식 - 페이스북